# Pasas
Pasas (griechisch Πασάς Οινουσσών (m. sg.), auch als Passas transkribiert) ist die zweitgrößte und östlichste Insel der kleinen griechischen Inselgruppe Inousses am östlichen Rand der Ägäis. Die Inousses-Gruppe liegt in der Meerenge zwischen Chios und der türkischen Halbinsel Karaburun, von der Pasas etwa fünf Kilometer entfernt ist.
Pasas gehört zu den Ostägäischen Inseln, ist unbewohnt und hat eine Fläche von 2,414 Quadratkilometern. Sie ist von Nord nach Süd etwa 4 km lang und bis 1 km breit.
Die nächstgelegenen Inseln der Gruppe sind im Westen Pondikonisi (Ποντικονήσι) und im Süden Vatos (Βάτος).
Im mittleren Insel-Westen befindet sich eine kleine griechisch-orthodoxe Kirche. Die höchste Erhebung erreicht im Inselsüden 114 m. An der Südostküste steht ein 1863 von Franzosen errichteter 8,5 m hoher Leuchtturm.